# 高速试验列车

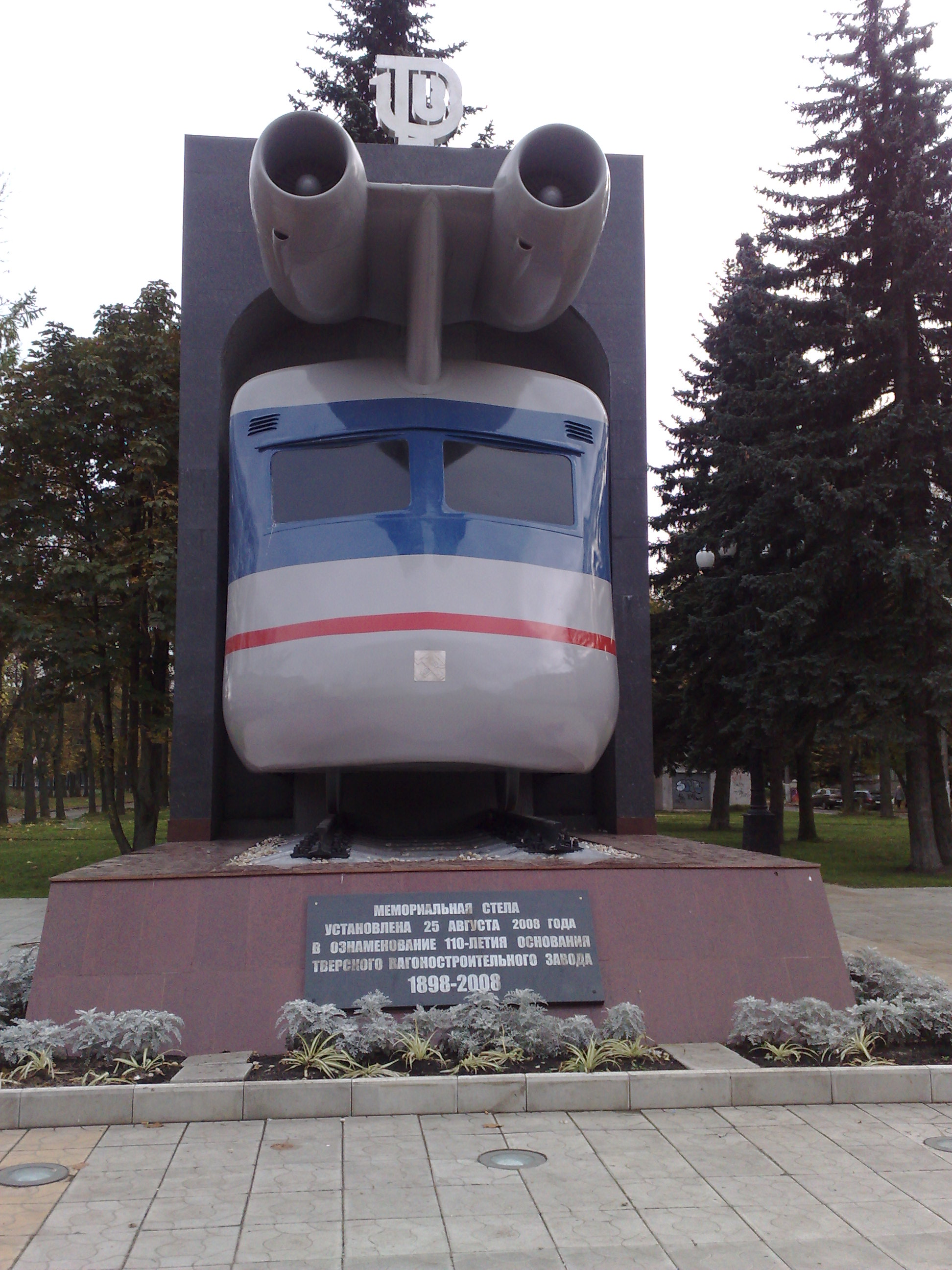
以“高速试验列车”车头制成的特维尔车辆制造厂纪念碑

高速试验列车（俄语：Скоростной вагон-лаборатория）是苏联研制的一列实验性高速铁路列车，以两台喷气发动机为动力来源，由加里宁车辆制造厂、全苏车辆制造科学研究院、雅科夫列夫设计局等单位合作研发。

## 历史
1960年代初，世界上首条高速铁路——日本的东海道新干线通车，高速列车以200公里/小时的速度投入营运，向世界展示了高速铁路广阔的发展前景。继日本新干线取得成功之后，法国、德国、美国、苏联等国家亦不甘落后，相继开展了各自的高速铁路计划。当时苏联第一列最高速度达到160公里/小时的“阿芙乐尔号”特快旅客列车已经在莫斯科和列宁格勒之间投入营运。与此同时，苏联铁路决定向更高速度发起挑战，以保持作为铁路强国的地位。1963年底，苏联部长会议通过了有关发展高速铁路运输的决议。
苏联在高速铁路车辆的研制方面，不仅研制了ER200型电力动车组、RT200型铁路客车等高速列车，同时在美国的影响之下也展开了喷气式列车的研究计划。1966年，美国的纽约中央铁路公司试制了一列M-497型喷气式列车，列车安装了两台通用电气的J47-19型涡轮喷气发动机，并创造了183.68英里/小时（295.54公里/小时）的最高速度纪录。1969年，苏联的加里宁车辆制造厂和雅科夫列夫设计局提出研制喷气式列车的技术方案。最初计划在ER2型电力动车组的控制拖车的基础上进行改造，但由于其车体长度较短使车内设备布置较困难，因此后来决定改以ER22型电力动车组的控制拖车车体进行改装。
1970年，加里宁车辆制造厂试制出苏联首辆喷气式列车，车体主要结构与ER22型电力动车组保持相同，但车辆头部和尾部加装了流线型整流罩，车体下部两侧并设有可拆卸的圆弧形裙板，以减少高速运行时的空气阻力。为了选择空气动力性能最佳的车头形状，莫斯科国立大学对车头整流罩的外形作出大量研究，并在中央空气流体力学研究院进行了风洞试验，实测风阻系数为0.252。包括整流罩在内的车体长度约为28米，整流罩设有可卸除的盖板，可将SA-3型自动车钩收纳在整流罩内。车体安装在两台经过改良的КВЗ-ЦНИИ型转向架上，转向架设有二系悬挂装置，一系悬挂为轴箱侧螺旋圆弹簧，二系悬挂为摇动台式中央悬挂装置，中央悬挂装置采用空气弹簧。此外，转向架并设有砂箱，以撒砂来增加轮轨粘着系数。基础制动装置采用轴盘制动，每根车轴均安装有两块铸铁制动盘，制动系统采用电控空气制动机控制。
车辆的动力装置采用两台并排安装于车顶上的AI-25型涡轮风扇发动机，即雅克-40支线客机所使用的喷气发动机。该型发动机的特点为结构简单、维修方便、使用寿命较长，两台发动机的总重量小于一吨，并能够输出最大牵引力达到3000公斤。车内还安装了一台柴油发电机组，为空气压缩机、照明和控制电路供应电源。车辆整备重量为59.4吨，其中燃料（航空煤油）占7.2吨。
1971年至1972年间，该列车由雅科夫列夫设计局、第聂伯彼得洛夫斯克运输工程学院、全苏车辆制造科学研究院等单位进行了多次试验。1971年底，列车在莫斯科铁路局管内的戈卢特温至奥焦雷区间试运行时达到187公里/小时。1972年初，列车转往第聂伯河沿岸铁路局管内的第聂伯罗彼得罗夫斯克至新莫斯科夫斯克区段进行逐级提速试验，最高试验速度达到249公里/小时，是当时苏联铁路的最高速度纪录。值得注意的是，“高速试验列车”的研制目的并非纯粹创造速度纪录，更重要的是对高速列车的理论性研究，例如临界速度、车辆共振、轮轨粘着等方面提供实证研究数据。该列车的试验结果证明了在铁路运输上采用喷气式列车在理论上是可行的，但是运行噪音和燃料消耗相当巨大，因此喷气式列车并没有得到进一步的发展。
1975年，“高速试验列车”完成各种试验后，被弃置于加里宁车辆制造厂（后更名为特维尔车辆制造厂）内。至2008年8月，该列车的车头部分被切割下来，并制成一座纪念特维尔车辆制造厂建厂110周年的纪念碑，安置在特维尔宪法广场上，成为特维尔当地的地标之一。

## 参看
- ER200型电力动车组
- RT200型铁路客车
- M-497型喷气式列车